# 原始泥炭蘚屬
原始泥炭蘚是目前已知原始泥炭蘚目的唯一一個物種。在許多部份，它和現存的苔蘚物種「泥炭蘚屬」有許多相似之處，然而其葉子細胞和「泥炭苔屬」的並非強烈地同種二形。